# Phosphate de fer et de lithium
Le phosphate de fer et de lithium, également appelé phosphate de fer lithié voire lithium fer phosphate (calque de l'anglais lithium iron phosphate), est un phosphate mixte de fer et de lithium, composé inorganique de formule LiFePO4.
On l'utilise comme composant de batteries, les accumulateurs lithium-fer-phosphate.
La plupart des batteries au lithium-ion (Li-ion) utilisées dans les produits électroniques grand public utilisent des cathodes constituées de composés de lithium tels que l'oxyde de cobalt et de lithium (LiCoO2), l'oxyde de manganèse et de lithium (LiMn2O4) et l’oxyde de nickel et de lithium (LiNiO2). Les anodes sont généralement en graphite.
Le phosphate de fer et lithium existe naturellement sous forme de triphylite, mais ce minéral n’a pas une pureté suffisante pour être utilisé dans les batteries.

## ComposésLiMPO4
Avec une formule chimique générale LiMPO4, les composés de la famille LiFePO4 adoptent la structure olivine. M comprend non seulement Fe mais également Co, Mn et Ti. Comme le premier composé commercial de type LiMPO4 était C/LiFePO4, l'ensemble du groupe LiMPO4 est appelé informellement “phosphate de fer et de lithium” ou “LiFePO4”. Cependant, plus d'une phase de type olivine peut être utilisée comme matériau de cathode. Les composés à structure olivine tels que AyMPO4, Li1−xMFePO4, et LiFePO4−zM ont les mêmes structures cristallines que LiMPO4, et peuvent le remplacer dans une cathode.

## Histoire et production
Arumugam Manthiram (en) et John B. Goodenough ont été les premiers à identifier la classe des polyanions pour les matériaux de cathode des batteries lithium-ion,,. Le LiFePO4 a ensuite été identifié par Padhi et al. en 1996 comme matériau cathodique appartenant à la classe des polyanions pour une utilisation dans les batteries,. L'extraction réversible du lithium à partir du LiFePO4 et l’insertion du lithium dans le FePO4 ont été démontrées. La diffraction des neutrons a confirmé que le LFP était en mesure d’assurer la sécurité des courants d’entrée/sortie importants des batteries au lithium.
Le matériau peut être produit en chauffant une variété de sels de fer et de lithium avec des phosphates ou de l’acide phosphorique. De nombreuses voies connexes ont été décrites, y compris celles qui utilisent la synthèse hydrothermale.

## Propriétés physiques et chimiques
Dans LiFePO4, le lithium a une charge +1 et le fer une charge +2, équilibrant la charge −3 du phosphate. Lors de l'extraction de Li, le matériau se convertit dans la forme ferrique FePO4.
L'atome de fer et les 6 atomes d'oxygène forment une sphère de coordination octaédrique, décrite comme FeO6, avec l'ion Fe ion au centre. Les groupes phosphate PO4 sont tétraédriques. Le réseau tridimensionnel est formé par les octaèdres FeO6 partageant les coins O. Les ions lithium résident au sein de canaux octaédriques dans un arrangement en zigzag. En cristallographie, cette structure est supposée appartenir au groupe d'espace Pmnb du système cristallin orthorhombique. Le paramètres cristallins sont : a = 6.008 Å, b = 10.334 Å, et c = 4.693 Å. Le volume de la maille vaut 291,4 Å3.
En contraste avec les deux matériaux traditionnels de cathode, LiMnO4 et LiCoO2, les ions lithium de LiFePO4 migrent dans le volume libre unidimensionnel du réseau. Lors de la charge/décharge, les ions lithium sont extraits en même temps que l'oxydation de Fe :
{\displaystyle {\ce {LiFe^{II}PO4 <=> Fe^{III}PO4 + Li+ + e-}}}
L'extraction du lithium de LiFePO4 produit du FePO4 qui a une structure similaire. FePO4 possède un groupe d'espace Pmnb avec un volume de cellule unitaire de 272,4 Å3, légèrement plus petit que celui de son précurseur lithié. L'extraction des ions lithium réduit le volume de la maille, comme c'est le cas avec les oxydes de lithium. Les octaèdres FeO6 à coins partagés de LiFePO4 sont séparés par les atomes d'oxygène des tétraèdres PO43- et ne peuvent former un réseau continu FeO6, réduisant la conductivité.
Un réseau presque hexagonal compact de centres oxyde fournit un volume libre relativement petit pour que les ions Li+ puissent migrer. Pour cette raison, la conductivité ionique de Li+ est relativement faible à température ambiante. Les détails de la lithiation de FePO4 et de la délithiation de LiFePO4 ont été examinés. Deux phases du matériau lithié sont impliquées,.